# Галстед (Канзас)
Галстед (англ. Halstead) — місто (англ. city) в США, в окрузі Гарві штату Канзас. Населення — 2179 осіб (2020).

## Географія
Галстед розташований за координатами 37°59′59″ пн. ш. 97°30′34″ зх. д. / 37.99972° пн. ш. 97.50944° зх. д. (37.999682, -97.509533).  За даними Бюро перепису населення США в 2010 році місто мало площу 3,39 км², уся площа — суходіл.

## Демографія
Згідно з переписом 2010 року, у місті мешкало 2085 осіб у 825 домогосподарствах у складі 572 родин. Густота населення становила 615 осіб/км².  Було 917 помешкань (270/км²).
Расовий склад населення:
| - 96,7 % — білих - 0,5 % — чорних або афроамериканців - 0,3 % — азіатів - 0,2 % — корінних американців |

До двох чи більше рас належало 1,5 %. Частка іспаномовних становила 3,9 % від усіх жителів.
За віковим діапазоном населення розподілялося таким чином: 28,5 % — особи молодші 18 років, 54,8 % — особи у віці 18—64 років, 16,7 % — особи у віці 65 років та старші. Медіана віку мешканця становила 37,6 року. На 100 осіб жіночої статі у місті припадало 92,3 чоловіків;  на 100 жінок у віці від 18 років та старших — 85,2 чоловіків також старших 18 років.
Середній дохід на одне домашнє господарство  становив 61 639 доларів США (медіана — 54 010), а середній дохід на одну сім'ю — 75 914 долари (медіана — 70 265). Медіана доходів становила 47 390 доларів для чоловіків та 35 380 доларів для жінок. За межею бідності перебувало 8,2 % осіб, у тому числі 7,5 % дітей у віці до 18 років та 11,5 % осіб у віці 65 років та старших.
Цивільне працевлаштоване населення становило 1033 особи. Основні галузі зайнятості: освіта, охорона здоров'я та соціальна допомога — 31,4 %, виробництво — 12,8 %, науковці, спеціалісти, менеджери — 11,4 %.